# داته، هوکایدو
داته در استان هوکایدو در کشور ژاپن واقع شده است که دارای جمعیت ۳۷٬۴۷۶ نفر و مساحت ۴۴۴٫۲۸ کیلومتر مربع با تراکم جمعیت ۸۴٫۴ نفر در کیلومترمربع است و در تاریخ ۱ آوریل ۱۹۷۲ به عنوان شهر شناخته شد.